# Loi sur le sacrilège
Lire en ligne

http://www.19eme.fr/documents/religion/1825loisacrileges.htm

La loi sur le sacrilège est une loi française votée le 20 avril 1825 et abrogée le 11 octobre 1830, punissant toute personne ayant commis un sacrilège. Promulguée sous la Restauration, elle réinscrivait le sacré dans le domaine politique mais nourrit alors un sentiment anticlérical dans une partie de la population française,.

## Contenu et buts du texte
Les ultras, élus en 1824 par un suffrage étroitement censitaire (100 000 Français ont alors le droit de vote) et la loi du double vote, profitent de l'avènement de Charles X, jugé plus favorable aux thèses contre-révolutionnaires, pour représenter ce projet de loi, déjà présenté, sans succès, à la Chambre des pairs en avril 1824.

## Débats

### Propositions initiales et calendrier
Le comte de Peyronnet, ministre de la Justice, fut le rapporteur de la loi à la Chambre des pairs. Il évoqua la punition du sacrilège chez des peuples de l'Antiquité, affirmant que des chrétiens ne devraient pas avoir moins d'égard pour leur Dieu que des païens pour les leurs.
Prétextant une augmentation du vol de vases sacrés, elle condamne à mort tout profanateur, établissant une distinction entre les vols de vases sans hosties et les vols de vases contenant des hosties consacrées. Dans le premier cas, le projet de loi prévoyait la condamnation aux travaux forcés à perpétuité, dans le dernier cas l'application de la condamnation des parricides sous l'Ancien Régime, peine abolie pendant la Révolution et rétablie en 1810 : mutilation du poing, puis décapitation.
Après de vifs débats, ce châtiment est finalement remplacé par une amende honorable du criminel avant sa mise à mort.
La Chambre des pairs vota cette loi puis la renvoya immédiatement à la chambre basse. Après 5 jours de débat, la Chambre des députés vota cette loi le 15 avril 1825, par 210 voix contre 95.

### Adversaires
Les doctrinaires, dont le baron de Barante, le comte de Lanjuinais, Royer-Collard et Benjamin Constant s'opposent à la loi, au nom de la séparation du temporel et du spirituel. Lanjuinais déclarant que l'utilisation même du terme de « déicide » était un sacrilège en soi, et que la loi n'avait nullement à statuer sur les offenses commises à Dieu, dont lui seul saurait être juge. Ils évoquèrent aussi les risques de dissensions religieuses, d'extension de la notion de sacrilège, de difficultés pour trouver des preuves et d'immixtion du droit canon dans le droit civil et pénal,.
Benjamin Constant affirme qu'en tant que protestant réformé, il ne peut pas voter en faveur de la loi ni même la faire appliquer personnellement, puisque celle-ci, en tant qu'elle distingue le vol d'une hostie d'un vol de vase vide, repose sur une croyance (la transsubstantiation) qu'il ne partage pas. Il affirma également que toute personne coupable de ce forfait était, si elle ne croyait pas à ce dogme, coupable seulement d’être un "perturbateur" ou était démente et donc inaccessible à toute sanction pénale si, croyant à la présence réelle, elle commettait un sacrilège contre des espèces consacrées. Il protesta contre l’inégalité entre les cultes, selon lui en violation de la Charte, rappelant que les églises luthériennes croyaient en la consubstantiation.
Royer-Collard déclara, à la Chambre des députés, que cette loi amènerait une confusion entre l'ordre civil et l'ordre religieux, et serait une étape vers la théocratie.
François-René de Chateaubriand s'y oppose également : « La religion que j'ai présentée à la vénération des hommes est une religion de paix, qui aime mieux pardonner que punir, qui doit ses victoires à ses miséricordes et qui n'a besoin d'échafaud que pour le triomphe de ses martyrs ».

### Partisans
A la Chambre des pairs, Bonald déclara que la religion était devenue plus populaire depuis la Révolution; et que la loi devait en tenir compte. Il ajouta que le Décalogue avait été donné comme règle civile à tous, et que par conséquent les péchés pouvaient être punis comme infractions aux lois civiles. Quant à la clémence, il ajouta que, pour la Crucifixion, le châtiment fut étendu au peuple juif entier malgré les supplications de son Fils. Il conclut en déclarant que l'exécution d'un sacrilège n'était que l'"envoyer devant son juge naturel", expression qui fit bondir la Chambre,,.

### Réponse du gouvernement
Le rapporteur de la loi, recule alors devant l'opposition de droite et de gauche, et affirme que le sacrilège n'est constitué que s'il est intentionnel et public ; il établit même une analogie du sacrilège aux attentats à la pudeur, affirmant que l'un comme l'autre n'ont de sens que s'ils sont commis en public.

## Contenu

### Sacrilège
Le crime de sacrilège fut défini comme la profanation de vases sacrés ou d'hosties consacrées, profanation à son tour définie comme étant une voie de fait commise volontairement par haine ou mépris de la religion.
Le sacrilège envers des vases sacrés était puni de mort si, d'une part, ces vases contenaient des hosties consacrées et si, d'autre part, l'acte avait été commis publiquement ; la présence d'une seule de ces circonstances rendait ce crime passible des travaux forcés à perpétuité.
Le sacrilège commis publiquement envers des hosties consacrées était puni de mort; de plus, le coupable devait, avant l'exécution, faire amende honorable devant la principale église du lieu où le sacrilège aura été commis ou du lieu où aura siégé la cour d'assises.

### Vol sacrilège
Les lieux de cultes catholiques furent assimilés aux édifices listés à l'art. 381 du Code pénal, ouvrant la voie à l'application de la peine de mort pour "vol avec les cinq circonstances" prévue à cet article.
Le vol de vases sacrés dans une église fut puni des travaux forcés à perpétuité.

### Autres dispositions
Les titres II ("Vol sacrilège") et III ("Des Délits commis dans les Églises ou sur les objets consacrés à la religion") furent déclarés applicables aux autres cultes reconnus.

## Adoption
Elle a été votée en janvier 1825, après la mort de Louis XVIII, par le gouvernement ultraroyaliste dirigé par le comte de Villèle, et a été très vivement défendue par le ministre de la Justice, le comte de Peyronnet.
La loi ne fut jamais appliquée dans ses dispositions emportant peine de mort, bien qu'un dénommé François Bourquin fût condamné aux travaux forcés à perpétuité pour vol sacrilège ; elle est abrogée dès les premiers mois de la monarchie de Juillet, après les Trois Glorieuses.

### Loi sur le sacrilège
1. ↑  art. 1
2. ↑  art. 2
3. ↑  art. 4
4. ↑  art. 5
5. ↑  art. 6
6. ↑  art. 7
7. ↑  art. 8
8. ↑  art. 16